# Озрен (гора)
Озрен — гора на территории общины Алексинац в Сербии. Высота над уровнем моря составляет 1174 метра (вершина Лесковик). Близ горы расположены спа-курорт Сокобаня и руины средневековой крепости Соколац. На самой горе находится монастырь Йерменчич, а у ее подножья — монастырь Липовац, близ которого начинается тропа на вершину Озрена. Также на склоне горы расположен водопад Рипалька. 
В честь горы был назван футбольный клуб «Озрен Сокобаня».